# Анисимов, Александр Иванович (музыкант)
Алекса́ндр Ива́нович Ани́симов (1905—1976) — советский музыкант, хоровой дирижёр, профессор, заслуженный деятель искусств РСФСР (1948). Автор хоровых сочинений, песен и обработок для хора. Составитель и редактор многих хоровых сборников.

## Биография
Родился 23 июня (6 июля) 1905 года в деревне Григорово под Новгородом.
В 1929 году окончил дирижёрско-хоровой факультет Ленинградской консерватории, учился у Н. А. Малько и М. Г. Климова. В 1932 году окончил аспирантуру по классу хорового дирижирования и хоровой литературы, с 1958 года — профессор.
В 1937—1949 годах Анисимов — художественный руководитель Ансамбля песни и пляски Ленинградского военного округа, майор. Во время компании по борьбе с космополитизмом отметился статьёй «Очистить эстраду от чуждых влияний», опубликованной 19 марта 1949 года в газете «Советское искусство». В 1949—1951 — начальник Главного управления музыкальных учреждений и заместитель председателя Комитета по делам искусств при Совете Министров СССР. В 1951—1955 годах — директор Большого театра СССР.
В 1935—1937 годах был дирижёром, а в 1955—1965 — директором и художественным руководителем Ленинградской академической капеллы им. М. И. Глинки.
Александр Иванович Анисимов умер 19 сентября 1976 года.
В 1987 году умер его брат Виктор Иванович Анисимов, музыкант из оркестра Большого театра.

### Семья Александра Ивановича Анисимова
жены: Наталья Сергеевна, дочь Светлана Александровна; Оксана Васильевна, сын — Сергей Александрович; Нина Ивановна, сын — Олег Александрович.
Семья Виктора Ивановича Анисимова, брата Александра Ивановича:
- Был женат на Евгении Александровне (1907—1983), юрист по образованию, работала нотариусом.
- Сын — Александр Викторович Анисимов, родился 16 апреля 1935 года в Ленинграде[5].

Семья Бориса Ивановича Анисимова брата Александра Ивановича:
- Был женат на Наталии Дмитриевне, юрист по образованию, работала историком в музее В. И. Ленина.
- Дочь — Анисимова Елена Борисовна.

## Награды
- Грамота Военного совета Ленинградского фронта (1940)[6]
- Ценные подарки, денежные премии Военного совета, ЛДКА им. С. М. Кирова[6]
- Орден Красной Звезды (5.11.1942)[6]
- Медаль «За оборону Ленинграда»[1]
- Орден Отечественной войны I степени (6.4.1944)[1]